# Composizioni di Anton Grigor'evič Rubinštejn

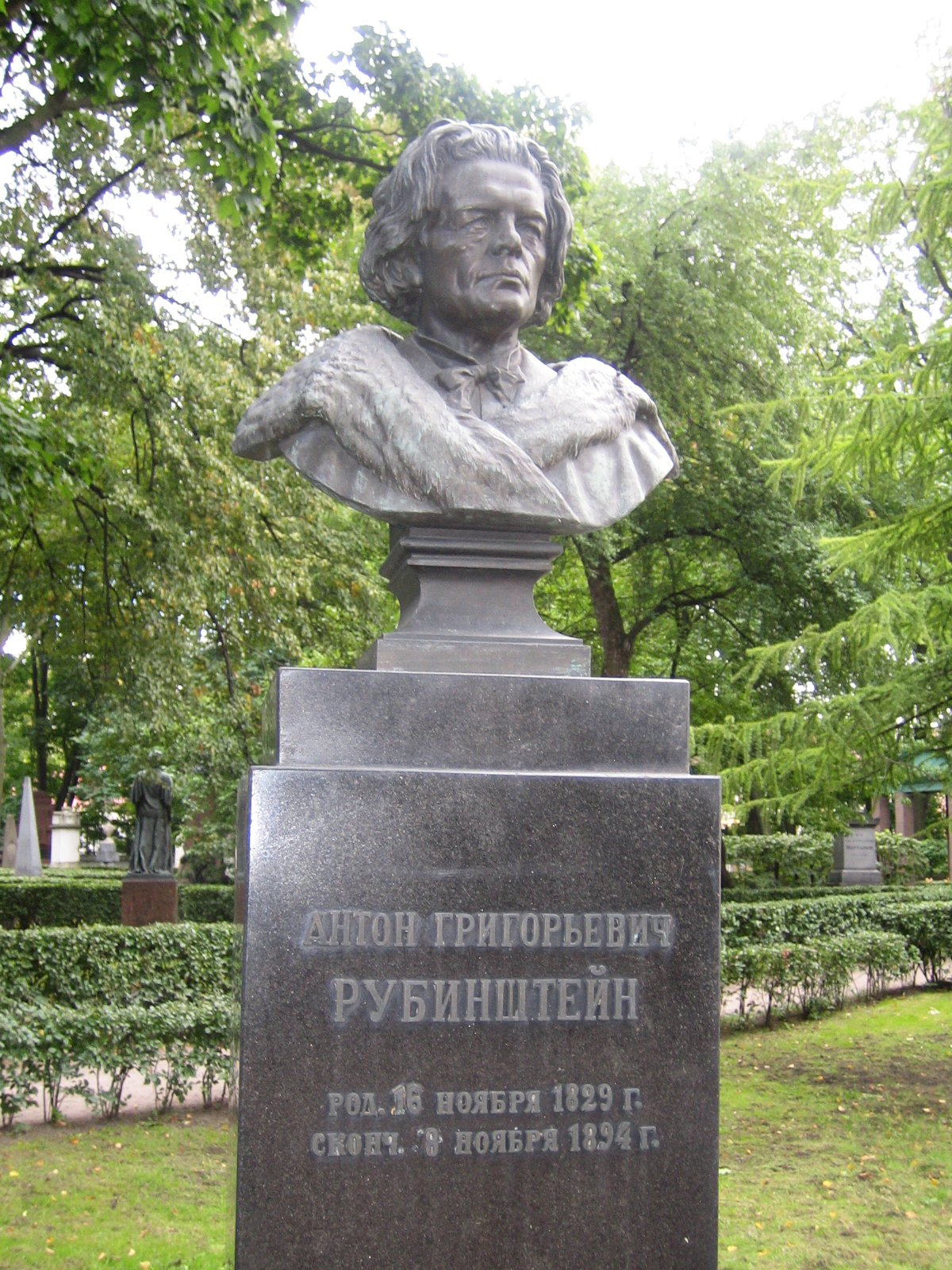
Monumento funebre ad Anton Rubinštejn nel cimitero Tichvin di San Pietroburgo

Lista delle composizioni di Anton Grigor'evič Rubinštejn (1829-1894), ordinate per genere.

## Opere liriche
| Opus | Titolo                   | Periodo | Libretto                           | Note                                                   |
| ---- | ------------------------ | ------- | ---------------------------------- | ------------------------------------------------------ |
|      | Dmitrij Donskoj          | 1849-50 | Vladimir Sollogub e Vladimir Zotov | Perduta, tranne l'ouverture.                           |
|      | Sten'ka Razin            | 1852-53 | Michail Voskresenskij              | Progettata.                                            |
|      | I cacciatori siberiani   | 1852    | Andrej Žerebcov                    |                                                        |
|      | La vendetta              | 1852-53 | A. Žemčužnikov                     | Perduta, tranne un'aria.                               |
|      | Poltava                  | 1853    |                                    | Progettata.                                            |
|      | Fomka il matto           | 1853    | Michail Michajlov                  | Perduta.                                               |
| 54   | Il paradiso perduto      | 1855-56 | Arnold Schlönbach                  | Concepita come opera sacra, fu riadatta a oratorio.    |
|      | I bambini della steppa   | 1859-60 | Salomon Mosenthal                  |                                                        |
|      | Feramors                 | 1862    | Julius Rodenberg                   | Le Danze anche in trascrizione per pianoforte (1893?). |
|      | La fanciulla di Pskov    | 1864    | Vsevolod Krestovskij               | Progettata.                                            |
|      | La figlia del Tintoretto | 1864    |                                    | Progettata.                                            |
|      | Rudin                    | 1864    | Ivan Turgenev                      | Progettata.                                            |
|      | Rosvita                  | 1864    | Moritz Hartmann                    | Incompiuta.                                            |
|      | L'Opričnik               | 1864    | Pëtr Kalašnikov                    | Incompiuta.                                            |
| 80   | La torre di Babele       | 1868-69 | Julius Rodenberg                   |                                                        |
|      | Joab                     | 1869    | Julius Rodenberg                   | Progettata.                                            |
|      | Don Quixote              | 1869    | Julius Rodenberg                   | Progettata.                                            |
|      | Caino                    | 1870-94 | Karl-August Heugel, Theodor Loewe  | Progettata.                                            |
|      | Il Demone                | 1871    | Pavel Viskovatov                   | Le Danze anche in trascrizione per pianoforte (1880).  |
|      | I Maccabei               | 1874    | Salomon Mosenthal                  |                                                        |
|      | Nerone                   | 1875-77 | Jules Barbier                      |                                                        |
|      | Il mercante Kalašnikov   | 1877-79 | Nikolaj Kulikov                    |                                                        |
|      | Sulamita                 | 1882-83 | Julius Rodenberg                   |                                                        |
|      | Tra i briganti           | 1883    | Ernst Wichert                      |                                                        |
|      | Il pappagallo            | 1884    | Hugo Wittmann                      |                                                        |
| 112  | Mosè                     | 1885-89 | Salomon Mosenthal                  |                                                        |
|      | L'infelice               | 1888    | Dmitrij Averkiev                   |                                                        |
| 117  | Cristo                   | 1887-93 | Heinrich Bulthaupt                 |                                                        |
|      | Gli Zingari              | 1891-92 | Evgenij Ganzeer                    | Progettata.                                            |

## Balletti
| Opus | Titolo  | Periodo | Note |
| ---- | ------- | ------- | ---- |
|      | La vite | 1882    |      |

## Opere orchestrali
| Opus | Titolo                                                                               | Periodo                                                | Note |
| ---- | ------------------------------------------------------------------------------------ | ------------------------------------------------------ | --- |
|      | Concerto per pianoforte e orchestra in fa maggiore                                   | 1847                                                   | Solo il primo movimento, perduto? |
|      | Concerto per pianoforte e orchestra in do maggiore                                   | 1848                                                   | Perduto? |
| 25   | Concerto per pianoforte e orchestra n. 1                                             | 1850                                                   | |
| 35   | Concerto per pianoforte e orchestra n. 2                                             | 1851                                                   | |
| 40   | Sinfonia n. 1                                                                        | 1849                                                   | |
| 42   | Sinfonia n. 2 Oceano                                                                 | 1851, 1863 (prima revisione), 1880 (seconda revisione) | La versione originale è in quattro movimenti, la prima revisione è in sei movimenti e incorpora il secondo e terzo movimento di una sinfonia incompiuta in si bemolle maggiore, la seconda revisione è in sette movimenti. |
| 43   | Ouverture trionfale per orchestra                                                    | 1855                                                   | Fu composta per l'incoronazione di Alessandro II di Russia, anche in versione per pianoforte a quattro mani. |
| 45   | Concerto per pianoforte e orchestra n. 3                                             | 1853-54                                                | |
| 46   | Concerto per violino e orchestra                                                     | 1857                                                   | |
| 56   | Sinfonia n. 3                                                                        | 1854-55                                                | |
| 60   | Ouverture di concerto per orchestra                                                  | 1853                                                   | Fu concepita come primo movimento di una sinfonia incompiuta in si bemolle maggiore. |
| 65   | Concerto per violoncello e orchestra n. 1                                            | 1864                                                   | |
| 68   | Faust, quadro musicale per grande orchestra da Goethe                                | Prima del 1864                                         | Fu concepito come primo movimento di una sinfonia Faust incompiuta. |
| 70   | Concerto per pianoforte e orchestra n. 4                                             | 1864                                                   | |
| 79   | Ivan il Terribile, quadro musicale caratteristico per orchestra                      | 1869                                                   | |
| 84   | Fantasia per pianoforte e orchestra                                                  | 1869                                                   | |
| 86   | Romanza e capriccio per violino e orchestra                                          | 1870                                                   | Anche per violino e pianoforte. |
| 87   | Don Quixote, quadro musicale caratteristico per orchestra                            | 1870                                                   | |
| 94   | Concerto per pianoforte e orchestra n. 5                                             | 1874                                                   | |
| 95   | Sinfonia n. 4 Drammatica                                                             | 1874                                                   | |
| 96   | Concerto per violoncello e orchestra n. 2                                            | 1874                                                   | |
|      | Concerto per pianoforte e orchestra                                                  | 1877                                                   | Distrutto. |
|      | Pezzo da concerto per pianoforte e orchestra                                         | 1877                                                   | Progettato, incompiuto. |
| 102  | Capriccio russo per pianoforte e orchestra                                           | 1878                                                   | |
| 107  | Sinfonia n. 5 Russa                                                                  | 1880                                                   | |
|      | Russia, pezzo sinfonico per orchestra                                                | 1884                                                   | |
| 110  | Fantasia Eroica per orchestra                                                        | 1884                                                   | |
| 111  | Sinfonia n. 6                                                                        | 1885-86                                                | |
| 113  | Pezzo da concerto per pianoforte e orchestra                                         | 1889                                                   | |
| 116  | Ouverture Antonio e Cleopatra per orchestra                                          | 1890                                                   | |
| 119  | Suite per orchestra                                                                  | 1894                                                   | |
| 120  | Ouverture per l'inaugurazione del nuovo palazzo del conservatorio di San Pietroburgo | 1894                                                   | |

## Musica da camera
| Opus              | Titolo                                                                                        | Periodo                          | Note |
| ----------------- | --------------------------------------------------------------------------------------------- | -------------------------------- | --- |
|                   | Gran duo per violino e pianoforte su motivi de Il profeta di Meyerbeer                        | 1849                             | In collaborazione con Henri Vieuxtemps.                                                                    |
| 9 (seconda serie) | Ottetto per pianoforte, violino, viola, violoncello, contrabbasso, flauto, clarinetto e corno | 1856                             | Rielaborato da un concerto per pianoforte e orchestra in re minore, che fu abbandonato.                    |
| 11                | Nove pezzi da salone                                                                          | 1853-54                          | I n. 1-3 sono per violino e pianoforte, 4-6 sono per violoncello e pianoforte, 7-9 per viola e pianoforte. |
| 13                | Sonata per violino e pianoforte n. 1                                                          | 1851                             | |
| 15                | Trii per pianoforte, violino e violoncello n. 1-2                                             | 1851                             | |
| 17                | Quartetti per archi n. 1-3                                                                    | 1852-53                          | |
| 18                | Sonata per violoncello e pianoforte n. 1                                                      | 1852                             | |
| 19                | Sonata per violino e pianoforte n. 2                                                          | 1853                             | |
| 39                | Sonata per violoncello e pianoforte n. 2                                                      |                                  | |
| 47                | Quartetti per archi n. 4-5                                                                    | 1856                             | |
| 49                | Sonata per viola e pianoforte                                                                 | 1855                             | |
| 52                | Trio per pianoforte, violino e violoncello n. 3                                               | 1857                             | |
| 55                | Quintetto per pianoforte, flauto, corno, clarinetto e fagotto                                 | 1855, 1860 (revisione)           | |
| 59                | Quintetto per archi                                                                           | 1859                             | |
| 66                | Quartetto per pianoforte, violino, viola e violoncello                                        | Prima del 1864                   | |
| 85                | Trio per pianoforte, violino e violoncello n. 4                                               | 1870                             | |
| 90                | Quartetti per archi n. 7-8                                                                    | 1871, 1892 (revisione del n. 8)  | |
| 97                | Sestetto per archi                                                                            | 1876                             | |
| 98                | Sonata per violoncello e pianoforte n. 3                                                      | 1876                             | |
| 99                | Quintetto per pianoforte e archi                                                              | 1876                             | |
| 106               | Quartetti per archi n. 9-10                                                                   | 1880, 1892 (revisione del n. 10) | |
| 108               | Trio per pianoforte, violino e violoncello n. 5                                               | 1883                             | |

## Opere per pianoforte
Le composizioni sono per pianoforte solo, se non indicato diversamente.
| Opus               | Titolo                                                                         | Periodo        | Note                                                                            |
| ------------------ | ------------------------------------------------------------------------------ | -------------- | ------------------------------------------------------------------------------- |
|                    | Quadriglia                                                                     | Anni 1830      | Opera giovanile perduta.                                                        |
| 1 (prima serie)    | Ondine, studio in re bemolle maggiore                                          | 1842           |                                                                                 |
|                    | Quattro polke                                                                  | 1843-44        |                                                                                 |
| 7 (prima serie)    | Omaggio a Jenny Lind, arie svedesi trascritte per pianoforte                   | 1845-46        |                                                                                 |
| 8 (prima serie)    | Voix intérieures, tre pezzi per pianoforte                                     | 1847           |                                                                                 |
| 9 (prima serie)    | Trois mélodies caractéristiques                                                | 1847           | Per pianoforte a quattro mani.                                                  |
|                    | Canto del marinaio                                                             | 1847           | Perduto.                                                                        |
| 10 (prima serie)   | Due notturni                                                                   | 1848           |                                                                                 |
|                    | Marcia turca dalle rovine di Atene                                             | 1848           |                                                                                 |
|                    | Variazioni su un tema di Varlamov                                              | 1848           |                                                                                 |
|                    | Euphémie-polka                                                                 | 1849           |                                                                                 |
| 2 (seconda serie)  | Due fantasie su canti popolari russi                                           | 1850           |                                                                                 |
|                    | Trôt de Cavalerie                                                              | 1850           |                                                                                 |
| 3 (seconda serie)  | Due melodie                                                                    | 1852           |                                                                                 |
|                    | Marie-polka                                                                    | 1853           |                                                                                 |
| 4 (seconda serie)  | Mazurka-Fantasia in sol maggiore                                               | prima del 1854 |                                                                                 |
| 5 (seconda serie)  | Tre danze polacche                                                             | 1852           |                                                                                 |
| 6 (seconda serie)  | Tarantella in si minore                                                        | 1848           |                                                                                 |
| 7 (seconda serie)  | Impromptu-caprice in la minore                                                 | 1848-54        |                                                                                 |
| 10 (seconda serie) | L'isola Kamennyj, ventiquattro ritratti musicali                               | 1853-54        |                                                                                 |
| 12                 | Sonata per pianoforte n. 1                                                     | 1848-54        |                                                                                 |
| 14                 | Le bal, fantasia per pianoforte in dieci numeri                                | 1854           |                                                                                 |
| 16                 | Tre pezzi                                                                      | 1855           | Il n. 3 anche in arrangiamento per violino e pianoforte.                        |
| 20                 | Sonata per pianoforte n. 2                                                     | 1848-54        |                                                                                 |
| 21                 | Tre capricci                                                                   | 1855           |                                                                                 |
| 22                 | Tre serenate                                                                   | 1855           |                                                                                 |
| 23                 | Sei studi                                                                      | 1849-50        |                                                                                 |
| 24                 | Sei preludi                                                                    | 1854           |                                                                                 |
| 26                 | Due pezzi                                                                      | 1854-58        |                                                                                 |
| 28                 | Due pezzi                                                                      | 1856           |                                                                                 |
| 29                 | Due marce funebri                                                              | 1851-56        |                                                                                 |
| 30                 | Due pezzi                                                                      | 1852-56        |                                                                                 |
| 37                 | Acrostico n. 1                                                                 | 1856           |                                                                                 |
| 38                 | Suite in dieci movimenti                                                       | 1855           |                                                                                 |
| 41                 | Sonata per pianoforte n. 3                                                     | 1855           |                                                                                 |
|                    | Mazurka in la bemolle maggiore                                                 | 1856           |                                                                                 |
| 44                 | Sei pezzi Serate a San Pietroburgo                                             | 1859           | Il n. 1 arrangiato anche per voce e pianoforte su testo di Aleksandr Puškin.    |
| 45b                | Barcarola n. 2                                                                 | 1857           |                                                                                 |
| 50                 | Sei pezzi caratteristici per pianoforte a quattro mani                         | 1854-58        | Il n.3 anche arrangiato per pianoforte a due mani come Barcarola n. 3, op. 50b. |
| 51                 | Sei pezzi                                                                      | 1857           |                                                                                 |
| 53                 | Sei preludi e fughe                                                            | 1857           |                                                                                 |
|                    | Fantasia su melodie ungheresi                                                  | 1858           |                                                                                 |
| 69                 | Cinque pezzi                                                                   | 1867           |                                                                                 |
| 71                 | Tre pezzi                                                                      | 1867           |                                                                                 |
| 73                 | Fantasia per due pianoforti                                                    | 1864           |                                                                                 |
| 75                 | Album di Peterhof, dodici pezzi per pianoforte                                 | 1866           |                                                                                 |
| 77                 | Fantasia                                                                       | 1866           |                                                                                 |
| 81                 | Sei studi                                                                      | 1870           |                                                                                 |
|                    | Due studi da concerto                                                          | 1867-68        |                                                                                 |
| 82                 | Album di danze popolari di differenti nazioni                                  | 1868           |                                                                                 |
|                    | Valse-caprice                                                                  | 1870           |                                                                                 |
|                    | Barcarola n. 4                                                                 | 1870           |                                                                                 |
| 88                 | Tema e variazioni                                                              | 1871           |                                                                                 |
| 89                 | Sonata per pianoforte a quattro mani                                           | 1870           |                                                                                 |
| 93                 | Pezzi diversi (Ventiquattro pezzi in nove quaderni)                            | 1872-73        |                                                                                 |
| 100                | Sonata per pianoforte n. 4                                                     | 1877           |                                                                                 |
| 103                | Bal costumé, suite di venti pezzi caratteristici per pianoforte a quattro mani | 1879           |                                                                                 |
|                    | Serenata russa                                                                 | 1879           |                                                                                 |
| 104                | Sei pezzi                                                                      | 1882-85        |                                                                                 |
| 109                | Serate musicali, nove pezzi per pianoforte                                     | 1884           |                                                                                 |
|                    | Bluette in la bemolle maggiore                                                 | 1885           |                                                                                 |
| 114                | Acrostico n. 2                                                                 | 1890           |                                                                                 |
|                    | Valzer in la bemolle maggiore                                                  | 1891           |                                                                                 |
| 118                | Souvenir de Dresde, sei pezzi                                                  | 1894           |                                                                                 |
| 121                | Polka in do maggiore                                                           |                |                                                                                 |
|                    | Esercizi per le dita                                                           |                |                                                                                 |

## Canzoni
Tutte le composizioni sono per voce e pianoforte, se non indicato diversamente.
| Opus              | Titolo | Periodo | Testo | Note                                                                  |
| ----------------- | --- | ------- | --- | --------------------------------------------------------------------- |
| 2 (prima serie)   | Zuruf aus der Ferne (Un grido da lontano) | 1841-42 | E. Weiden | Il testo è in tedesco.                                                |
| 3 (prima serie)   | Comment disaient-ils (Come dicevano) | 1843-44 | Victor Hugo | Il testo è in francese.                                               |
| 4 (prima serie)   | Молитва (Preghiera) | 1843-44 | Michail Lermontov | Il testo è in russo.                                                  |
| 5 (prima serie)   | Die Nachtigall (L'usignolo) | 1843-44 | ? | Il testo è in tedesco.                                                |
|                   | Чижик (Il lucherino) | 1843-44 | Grot |                                                                       |
| 6 (prima serie)   | Die Lerche (L'allodola) | 1844    | ? | Il testo è in tedesco.                                                |
| 1 (seconda serie) | Schnaderhürfel, sei canzoni in dialetto basso tedesco | 1848    | Rudolf Löwenstein | Il testo è in tedesco.                                                |
|                   | Ласточка (La rondine) | 1849    | Michail Suchanov |                                                                       |
| 8 (seconda serie) | Sei canzoni russe 1 Der Traum (Il sogno) 2 Frühlingsgefühl (Sentimento primaverile) 3 Das Blättchen (Il volantino) 4 Die Blume (Il fiore) 5 Sehnsucht (Desiderio) 6 Der Schiffer (Il barcaiolo) | 1850    | Vasilij Žukovskij Michail Lermontov Denis Davydov | Pubblicate nel 1856 nella traduzione in tedesco di Wilhelm Osterwald. |
|                   | Dors pendant que je veille (Dormi mentre io veglio) | 1850?   | Alfred de Musset |                                                                       |
| 27                | Nove poesie di Kol'cov |         | Traduzione in tedesco di Von Viedert. |                                                                       |
| 31                | Sei canzoni tedesche 1 Lied (Canto) 2 Trinklied (Canto da osteria) 3 Meeresstille und Glückliche Fahrt (Mare calmo e viaggio fortunato) 4 Jagdlust (L'allegra caccia) 5 Die Rache (La vendetta) 6 Wiederhall (L'eco) | 1854    | Heinrich Heine Friedrich von Bodenstedt da Mirzə Şəfi Vazeh Johann Wolfgang von Goethe Johann Ludwig Tieck Johann Ludwig Uhland Canto popolare                                   | Per quattro voci maschili.                                            |
|                   | Возращение (Il ritorno) | 1854    | Meri |                                                                       |
|                   | Молитва перед битвой (Preghiera prima della battaglia) | 1854    | Apollon Majkov | Per voce ed orchestra.                                                |
| 32                | Sei poesie di Heinrich Heine | 1856    | Heinrich Heine |                                                                       |
| 33                | Sei canzoni tedesche 1 Morgenlied (Canto mattutino) 2 An der Rose Busen schmiegt sich (Nel cuore della rosa c'è un bagliore) 3 Die Lerche (L'allodola) 4 Räthsel (Räthsel) 5 Siehe, der Frühling währet nich lang (Vedi, la primavera non dura molto) 6 Nachhall (Riverbero) | 1856    | Johann Ludwig Uhland Hoffmann von Fallersleben Theodor von Sacken ? Hoffmann von Fallersleben Salomon Mosenthal                                                                  |                                                                       |
| 34                | Dodici canzoni persiane di Mirza Shafi, tradotte in tedesco da Friedrich von Bodenstedt | 1854    | Mirzə Şəfi Vazeh |                                                                       |
| 36                | Dodici canzoni russe, tradotte in tedesco da Friedrich von Bodenstedt 1 Der Felsen (La roccia) 2 Wenn deine Stimme mir tönt (Sento la tua voce) 3 Das Schiff (La vela) 4 Die Wolken (Nuvole) 5 Der Dolch (Il pugnale) 6 O frage nicht (Oh, non chiedere) 7 Vernahmet ihr (Hai sentito) 8 Auf dein Wohl trink’ich (Bevo alla tua salute) 9 Die Erde ruht (La terra riposa) 10 Sie singt ein Lied (Canta una canzone) 11 Der fallende Stern (La stella cadente) 12 Weht es, heult es trüb (Se soffia, ulula sommessamente) | 1849-51 | Michail Lermontov Aleksandr Puškin Michail Voskresenskij Aleksandr Puškin Aleksej Kol'cov                                                                                        |                                                                       |
| 48                | Dodici duetti su testi russi tradotti in tedesco da Friedrich von Bodenstedt 1 Der Engel (L'angelo) 2 Sang das Vögelein (Canto d'uccellino) 3 Im heimischen Land (Nel paese natio) 4 Volkslied (Canto popolare) 5 Wanderers Nachtlied (Canto nottuno di un vagabondo) 6 Beim Scheiden (Presso il viale) 7 Die Nacht (La notte) 8 Die Wolke (La nuvola) 9 Das Vöglein (L'uccellino) 10 Die Turteltaube und der Wanderer (La tortora e il viandante) 11 Am Abend (Di sera) 12 Volkslied (Canto popolare)                   | 1852    | Michail Lermontov Anton Del'vig M. Alekseev ? Michail Lermontov Nikolaj Grekov Vasilij Žukovskij Aleksandr Puškin Ivan Dmitriev Denis Davydov Aleksej Kol'cov                    |                                                                       |
| 57                | Sei canzoni tedesche 1 Frühmorgens (Aurora) 2 Nun die Schatten dunkeln (Ora le ombre si oscurano) 3 Neue Liebe (Nuovo amore) 4 Clärchens Lied (La canzone di Clärchen) 5 Freisinn (Brama di libertà) 6 Tragödie (Tragedia) | 1864    | Emanuel Geibel Johann Wolfgang von Goethe Heinrich Heine |                                                                       |
| 58                | È dunque ver?, scena ed aria per soprano e orchestra o pianoforte | 1854    | M. Pinto |                                                                       |
| 62                | Sei canzoni tedesche 1 Gondelfahrt (Giro in gondola) 2 Durch Erd' und Himmel leise (Attraverso la terra e il cielo in silenzio) 3 Ein Fichtenbaum (Un abete rosso) 4 Um Mitternacht (A mezzanotte) 5 Die erwachte Rose (La rosa risvegliata) 6 Die Heinzelmännchen (I biscotti) | 1861    | Anastasius Grün Emanuel Geibel Heinrich Heine Eduard Mörike Friedrich von Sallet August Kopisch                                                                                  |                                                                       |
| 64                | Sei favole di Krylov | 1849-50 | Ivan Krylov |                                                                       |
| 67                | Sei canzoni tedesche 1 Lied der Vögelein (Canto degli uccelli) 2 Waldlied (Canzone della foresta) 3 Frühlingsglaube (Fede primaverile) 4 Vorüber (Sopra) 5 Meeresabend (Serata di mare) 6 Die Lotusblume ängstigt sich (Il fiore di loto ha paura) |         | Ernst Schulze Nikolaus Lenau Johann Ludwig Uhland Hermann Kletke Moritz von Strachwitz Heinrich Heine                                                                            |                                                                       |
| 72                | Sei canzoni tedesche 1 Es blinkt der Tau (Brilla la rugiada) 2 Wie ein Lerch' in blauer Luft (Come un'allodola nell'aria blu) 3 Die Waldhexe (La strega della foresta) 4 Morgens (La mattina) 5 Veilchen vom Berg (Viole di montagna) 6 Verlust (Perdita) | 1864    | Gustav von Boddien Theodor Storm Carl von Lemcke |                                                                       |
| 76                | Sei canzoni tedesche 1 Waldeinsamkeit (La solitudine del bosco) 2 Nacht (Notte) 3 An den Frühling (Alla primavera) 4 Frühlingsblick (Sguardo primaverile) 5 Bedeckt mich mit Blumen (Coprimi di fiori) 6 Klinge, klinge, mein Pandero (Suona, suona, o mio pandero) | 1867    | Joseph von Eichendorff Nikolaus Lenau Emanuel Geibel |                                                                       |
| 78                | Dodici canti popolari russi 1 Еврейская мелодия (Melodia ebrea) 2 Взором твоим я утешен (Sono consolato dal tuo sguardo) 3 Ангел (Angelo) 4 Буря (La tempesta) 5 Ах, зачем меня силой выдали? (Ah, perché mi hanno consegnato con la forza?) 6 Узник (Prigioniero) 7 Новогреческая песня (Canzone neogreca) 8 Элегия (Elegia) 9 Песня (Canzone) 10 Дума (Pensiero) 11 Ворон к ворону летит (Il corvo vola dal corvo) 12 Сцена из цыган (Scena di zingari)                                                                | 1868    | Michail Lermontov da George Gordon Byron Vladimir Benediktov Aleksandr Puškin Aleksej Kol'cov Aleksandr Puškin Michail Michajlov Apollon Majkov Jakov Polonskij Aleksandr Puškin | Traduzioni in tedesco di W. Osterwald                                 |
| 83                | Dieci canzoni su testi inglesi, francesi e italiani 1 Rappelle-toi (Ricordati) 2 A Saint-Blaize 3 Chanson de Barberine (Canzone di Barberine) 4 La prière de femme (La preghiera di una donna) 5 Tanto gentile 6 La rondinella pelegrina 7 La prima viola (Canzone neogreca) 8 The Tear (La lacrima) 9 Good night (Buonanotte) 10 A dream (Un sogno) | 1869    | Alfred de Musset Alphonse de Lamartine Dante Alighieri Tommaso Grossi Andrea Maffei Thomas Moore                                                                                 | Traduzioni in tedesco di Adolf von Winterfeld                         |
| 91                | Poesie e Requiem per Mignon | 1872    | Johann Wolfgang von Goethe | Da Gli anni di apprendistato di Wilhelm Meister.                      |
| 92                | Due brani per solisti e orchestra 1 Hecuba, aria per contralto e orchestra 2 Hagar in der Wüste (Agar nel deserto), scena drammatica per soprano, contralto, tenore e orchestra | 1872    | Ludwig Goldhann Ferdinand von Saar |                                                                       |
|                   | Sei canzoni tedesche 1 Wir drei (Noi tre) 2 Bitte (Per favore) 3 Mein Herzensschatz (Il tesoro del mio cuore) 4 Verschiedene Wege (Diversi modi) 5 Die drei Zigeuner (I tre Zingari) 6 Die Heimath meiner Lieder (La casa delle mie canzoni) | 1872-75 | Backody Nikolaus Lenau H. Oelschläger Friedrich von Bodenstedt Nikolaus Lenau Boddien                                                                                            |                                                                       |
| 101               | Dodici poesie di Tolstoj | 1877    | Aleksej Tolstoj |                                                                       |
| 105               | Dieci canzoni su melodie serbe | 1877    | | Traduzione in tedesco di Theodore Hauptner da canti popolari.         |
|                   | Узница (Il prigioniero) | 1878?   | Jakov Polonskij |                                                                       |
|                   | Chanson d’Amour (Canzone d'amore) | 1879    | Victor Hugo |                                                                       |
|                   | A quoi bon entendre les oiseaux des bois? (Che senso ha sentire gli uccelli del bosco?) | 1879    | Victor Hugo |                                                                       |
|                   | Fatme | 1881    | Felix Dahn |                                                                       |
|                   | Quattro canzoni tedesche 1 Mitternach (Mezzanotte) 2 Die Blume der Ergebenheit (Il fiore della devozione) 3 Hüte dich, Nachtigall (Attento, usignolo) 4 Wenn ich dieses Klage (Se mi lamento di questo) | 1881    | Friedrich Rückert Linge D. Strauss |                                                                       |
|                   | Mädchens Abendgedanken (Pensieri serali di ragazza) | 1882    | F. T. Fischer |                                                                       |
|                   | Весенний вечер (Sera di primavera) | 1885    | Ivan Turgenev |                                                                       |
| 115               | Dieci canzoni tedesche 1 Das erste Sommergras und vor der Ernte (La prima erba dell'estate e prima del raccolto) 2 Was thut's? (Che cosa fa?) 3 Am Strande (Sulla riva) 4 Seefahrt (Marinaro) 5 An die Vögel (Agli uccelli) 6 Liebeslied' (Canzone d'amore) 7 Der einsame See (Il lago solitario) 8 Lass mich deine Augen fragen (Lascia che chieda ai tuoi occhi) 9 Gebet (Preghiera) 10 Der Dichter (Il poeta) |         | Martin Greif Siegfried Lipiner Georg Scherer Rudolf Baumbach Robert Hamerling Otto von Leixner Max Kalbeck Peter Cornelius Wilhelm Kunze Julius Sturm                            |                                                                       |
|                   | Das begrabene Lied (La canzone sepolta) | 1890    | Rudolph Baumbach |                                                                       |
|                   | Glück (Felicità), duetto per soprano e tenore con accompagnamento al pianoforte | 1890    | Faust Pachler |                                                                       |
|                   | Sei canzoni russe 1 Весна (Primavera) 2 Литовская песня (Canto lituano) 3 Сияет весна золотая (Brilla la primavera dorata) 4 С тобой, моя печаль (Con te, mia tristezza) 5 Южная ночь (Notte del sud) 6 Не говорите мне: "он умер" (Non ditemi: "è morto") | 1891    | Semën Nadson Wladyslaw Syrokomla Pavel Kozlov Dmitrij Merežkovskij Semën Nadson                                                                                                  |                                                                       |
|                   | Осень (Autunno) | 1891    | D. Eristavi |                                                                       |
|                   | Зеркало (Specchio) | 1891    | D. Eristavi |                                                                       |
|                   | О дитя, живое сердце (O bambino, cuore vivo) | 1891    | Dmitrij Merežkovskij |                                                                       |
|                   | Serenata | 1891    | Nikolaj Minskij |                                                                       |
|                   | Ballata | 1891    | Ivan Turgenev |                                                                       |
|                   | Я на тебя гляжу (Ti guardo) | 1893    | KR |                                                                       |
|                   | Wo wird einst des Wandermüden (Dove un giorno si stancherà di vagare?) | 1893    | Heinrich Heine |                                                                       |

## Opere per coro
| Opus | Titolo | Periodo | Testo                                             | Note     |
| ---- | --- | ------- | ------------------------------------------------- | -------- |
|      | Salmo per il coro del principe Šeremetev | 1851    |                                                   |          |
|      | Coro di chiesa per il coro del principe Šeremetev | 1851?   |                                                   | Perduto. |
|      | Ouverture solenne sul tema Heil dir im Siegerkranz per coro, organo ed orchestra | 1854    | Heinrich Harries                                  |          |
| 61   | Sei canzoni tedesche per coro maschile 1 Kriegslied (Canto di guerra) 2 Liebesfeier (Festa d'amore) 3 Vinum hungaricum 4 Dem rettenden Genius (Al genio salvifico) 5 Die Unbeständigen (I volubili) 6 Trinklied des Alten (Canto da osteria dei vecchi) |         | Emanuel Geibel Nikolaus Lenau Rudolf Löwenstein ? |          |
| 63   | Rusalka, cantata per contralto e coro femminile, con accompagnamento di pianoforte o orchestra | 1861    | Michail Lermontov                                 |          |
| 74   | Утро (Mattino), cantata per coro maschile e orchestra | 1866    | Jakov Polonskij                                   |          |
|      | Canto bacchico per baritono, coro maschile e pianoforte | 1879    | Aleksandr Puškin                                  |          |

## Arrangiamenti, revisioni e completamenti di lavori di altri compositori
| Compositore             | Titolo                                                   | Periodo | Note                                         |
| ----------------------- | -------------------------------------------------------- | ------- | -------------------------------------------- |
| Giacomo Meyerbeer       | Gli ugonotti                                             | 1843    | Arrangiamento per pianoforte a quattro mani. |
| Franz Liszt             | Marche héroïque en style hongrois                        | 1843    | Arrangiamento per pianoforte a quattro mani. |
| Giacomo Meyerbeer       | Ouvertura da Un accampamento in Slesia                   | 1849    | Arrangiamento per pianoforte, perduto.       |
| Ludwig van Beethoven    | Cadenze per i concerti per pianoforte e orchestra n. 1-4 | 1861    |                                              |
| Wolfgang Amadeus Mozart | Cadenza per il concerto per pianoforte e orchestra n. 20 | 1861    |                                              |
| Ludwig van Beethoven    | Egmont                                                   | 1868    | Arrangiamento per pianoforte.                |